# 三角泳褲

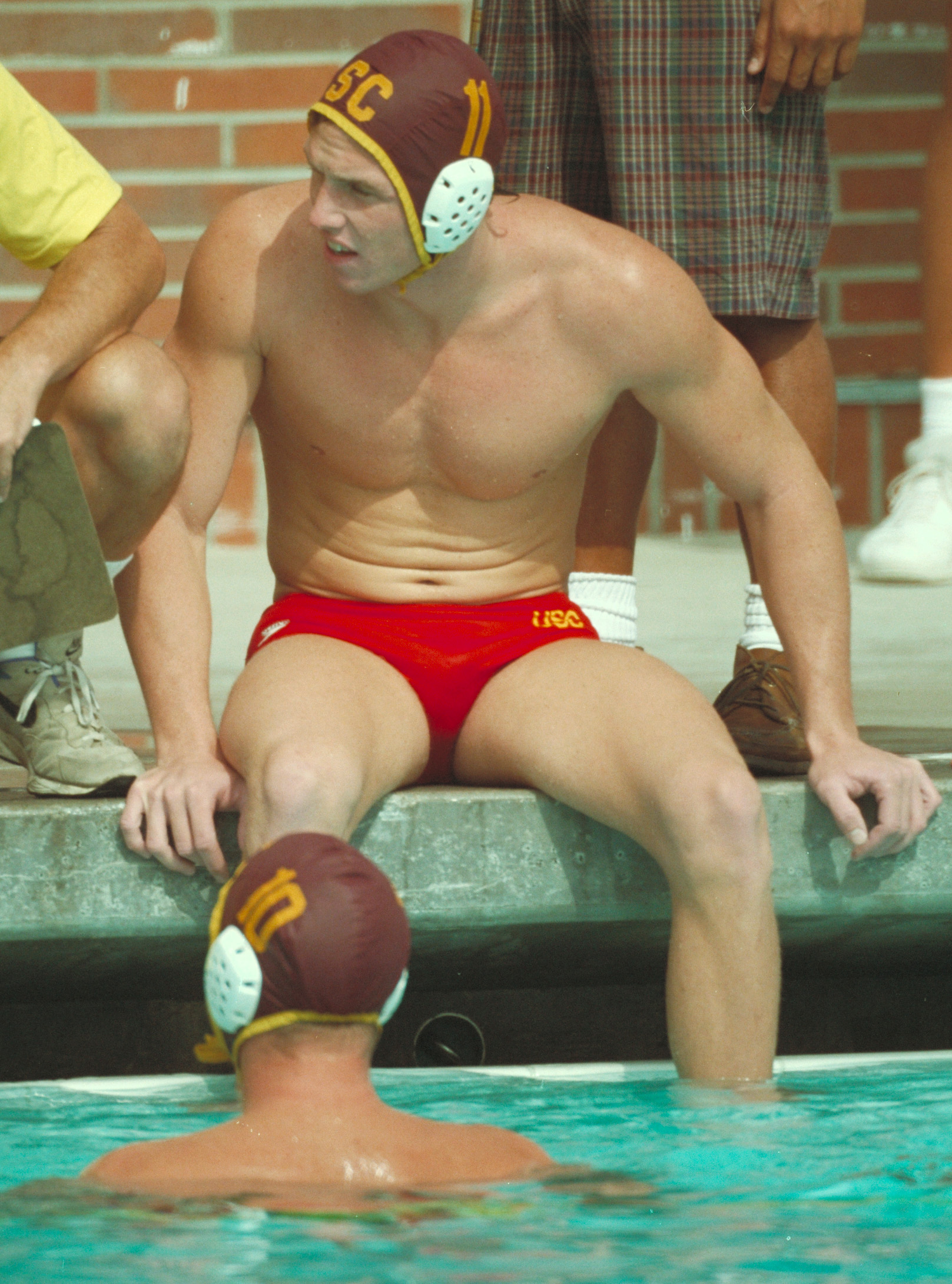
这名水球选手正穿着三角泳裤進行水球比賽。

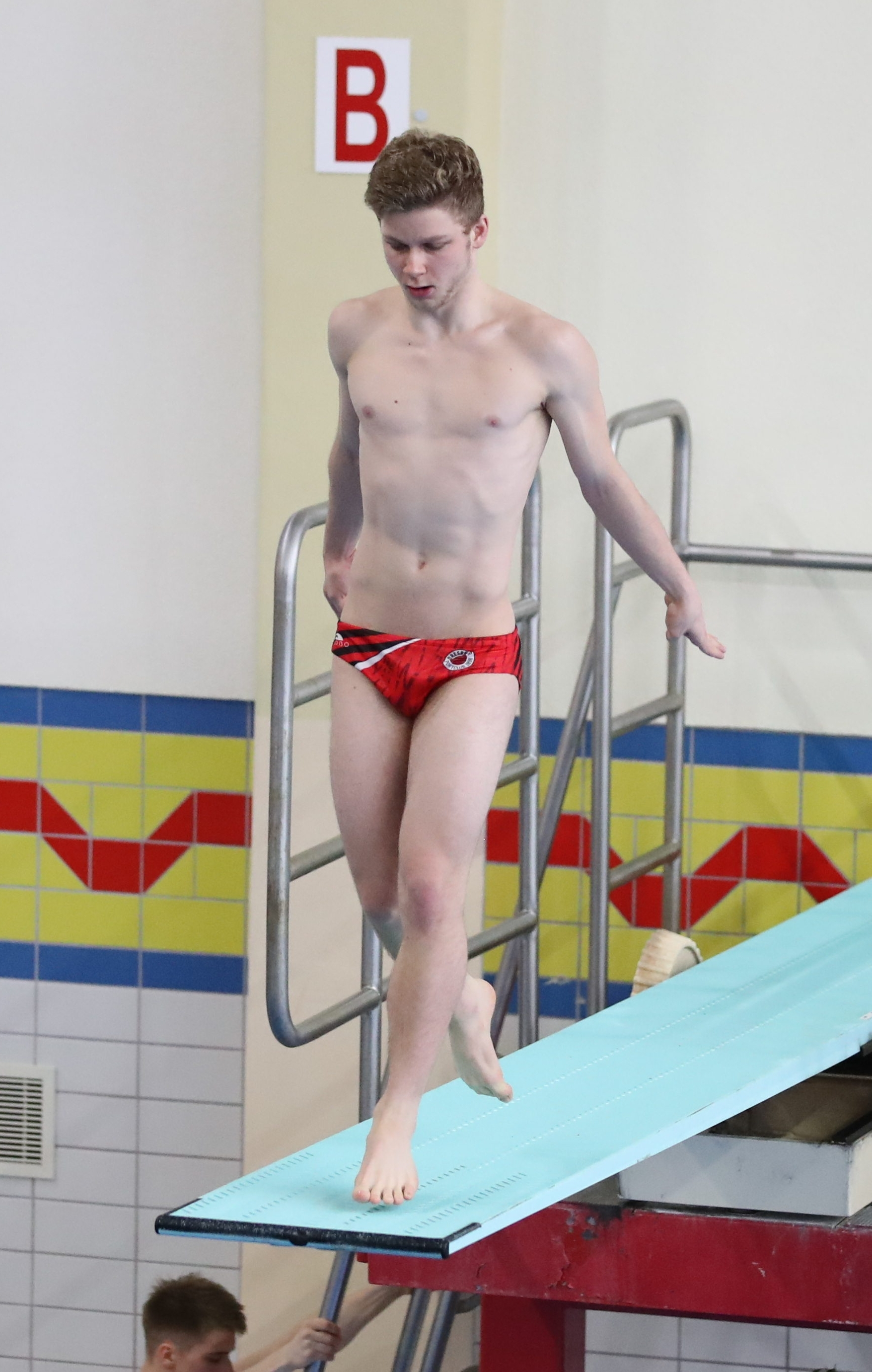
身着三角泳裤的跳水运动员

三角泳裤是穿著於下半身的泳装，因為男性與女性生理構造不同而有不同的設計。三角泳裤与三角褲相似，外型呈三角形，腰側長度亦分為1.5英寸及3英寸。三角泳裤以三角形覆盖穿着者的鼠蹊部，在活動時比較贴身及舒适，亦会突顯出穿着者的体形。三角泳裤比其他款式的泳褲稍微突顯男性的下體部份，所以有的人為了避免造成尷尬而穿着其他種類的泳裤。但是在專業的體育競賽如男子水球及跳水運動中均使用三角泳褲，因其具有修飾體態之美及便於大動作劇烈活動的優點，因此游泳選手大多採用此款內褲。

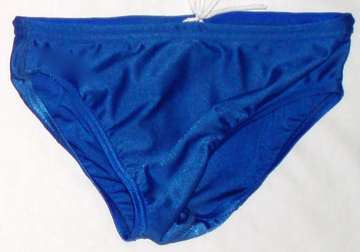
一條三角泳褲

## 穿着和保養
由於三角泳裤的外型是呈三角形，穿着時男性的生殖器官會較明顯及泳褲內的空間較四角泳褲小，穿着三角泳褲時把陰莖朝上放會較為舒適。泳褲應以泠水及使用手洗的方法進行清洗，使用洗衣機清洗泳褲會令泳褲的纖維受損。在清洗後應把泳褲晾掛在通風地方等待自然風乾，再把泳褲存放在乾爽地方。

## 使用和普及
三角泳褲適用於從事各项水上活动時所穿著，如游泳、衝浪、跳水等。三角泳裤普及全球，在歐美地區，而穿着三角泳褲的泳客在各地水上設施非常普遍。市民選擇三角泳裤的原因是三角泳裤便於水上活动和日光浴，乾透時間快，並能夠穿在褲子或短褲裏。

## 款式
製造商發展多種不同的顏色和圖案、材質和用途的三角泳褲，除了一般休閒戲水使用之外，以下羅列各種運動競賽所穿著不同類型的三角泳褲：

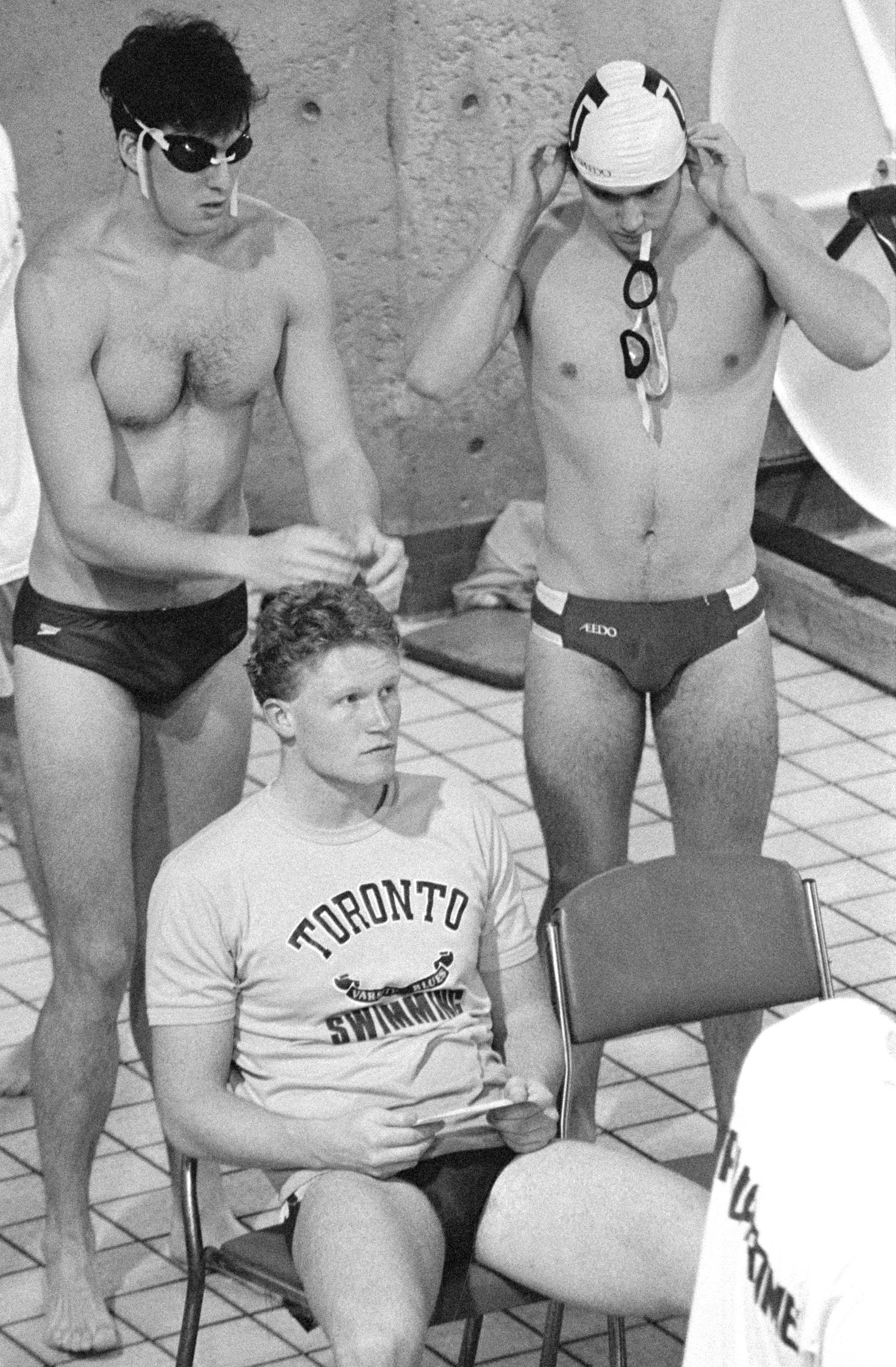
穿著三角泳褲的運動員

### 競賽型三角泳褲
最常見的競賽型三角泳褲腰側長度是1.5英寸到3英寸長。其主要功能是減少運動員在水中的阻力，從而提高自己的速度時間。此類型泳褲是緊貼身體，盡量減少磨擦和減少水份殘留。氨綸物料產生較少阻力，但長時間暴露在氯氣時比尼龍更容易受損。因此，尼龍是首選的物料，以增加其耐用性。萊卡和複合高科技泳裝物料製造的三角泳褲亦是大多選手首選的。在男子水球及跳水運動中均使用競賽型三角泳褲，具有修飾體態之美及便於大動作劇烈活動的優點。部分泳褲在背面會有排水線的設計，以使水分迅速離開泳褲減少些許重量。

### 水球專用泳褲
水球運動員通常穿此類型的三角泳褲。雖然比賽時的接觸不影響織維的強度，但盡量減少運動員的泳褲被對手在水下進行抓住及拉住等犯規動作的機會。高級別的運動員都穿著專用的三角泳褲，通常是非常緊密，使之更厚、更嚴格、更滑的物料。

### 鐵人三項三角泳褲
特別為三項全能比賽設計的三角泳褲，使用者可穿着該類型的泳褲進行三種運動。

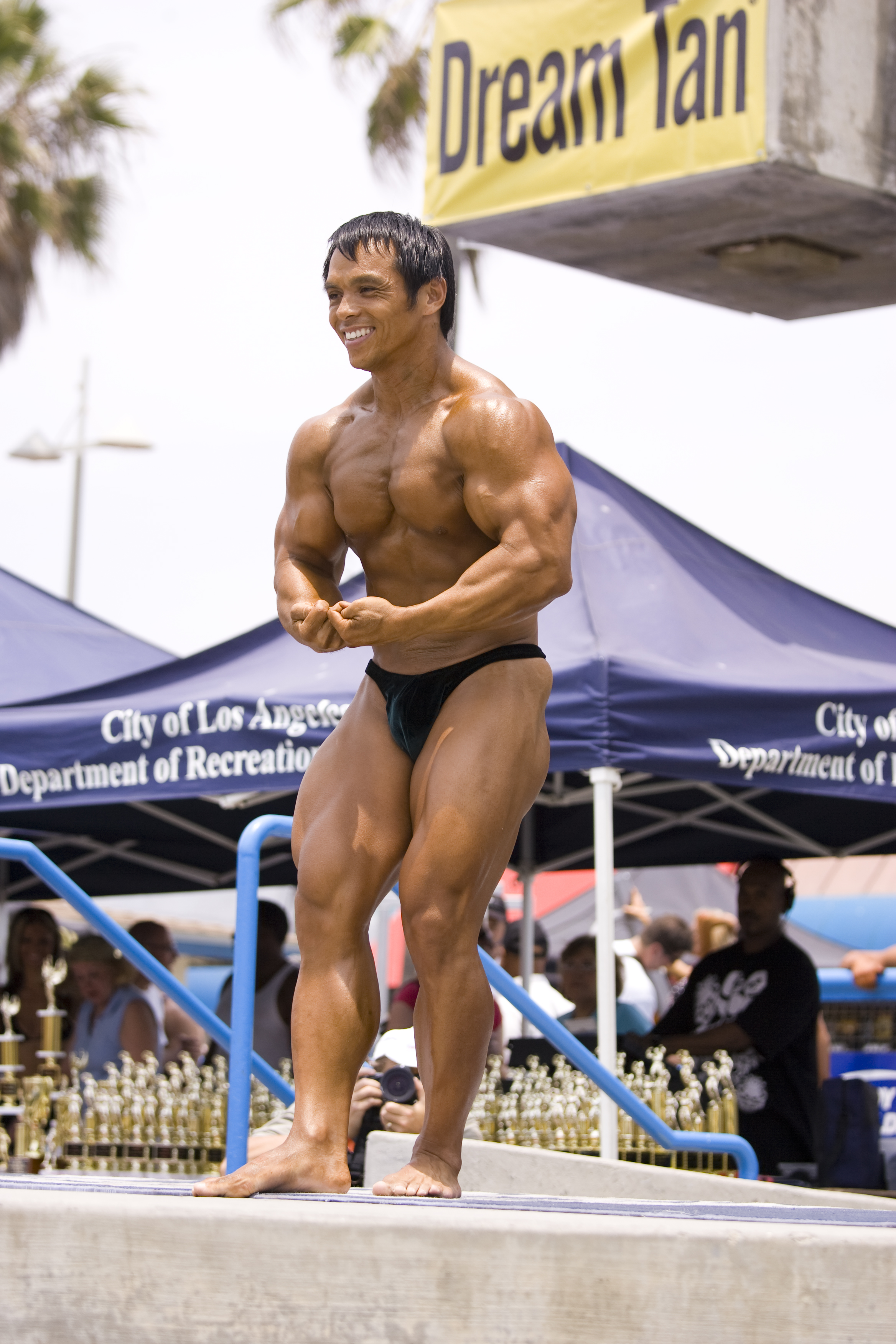
男性比基尼

### 男性比基尼
男性比基尼的腰側長度比所有三角泳褲更窄，可更突出使用者的身型，亦是健美比賽的標準服裝，在各項健美比賽中穿着男性比基尼十分常見。